# Street Lamp
Street Lamp was de laatste stuiptrekking van de Britse muziekgroep Sailor. De band was allang niet meer zo populair als in hun begintijd. Met de hit La Cumbia leek het tij zich weer ten goede te keren, maar dat was niet het geval. De muziek van dit album is een slap aftreksel van de muziek van de eerdere albums. 
Het album is opgenomen in Londen (Strawberry Hill Studio en Livingston Studios) en Hamburg (Oh Yes Studios). 

## Musici
De bandleden waren dezelfde als van het beginalbum:
- Georg Kajanus – zang, gitaar, toetsinstrument
- Henry Marsh – zang, toetsinstrumenten, accordeon
- Phil Pickett – zang, basgitaar, toetsinstrumenten
- Grant Serpell – zang, slagwerk, percussie

## Composities
Allen van Kajanus

| Nr. | Titel                 | Duur |
| --- | --------------------- | ---- |
| 1.  | Street Lamp           | 4:17 |
| 2.  | It takes to tango     | 3:18 |
| 3.  | Who cares             | 3:16 |
| 4.  | Precious form         | 3:46 |
| 5.  | Hanan                 | 3:31 |
| 6.  | Lovers blues          | 3:27 |
| 7.  | Latino lover          | 4:19 |
| 8.  | Marinero              | 3:11 |
| 9.  | Mambo loco            | 3:31 |
| 10. | Vera from Veracruz    | 3:07 |
| 11. | Under the moon        | 3:32 |
| 12. | When my ship comes in | 3:21 |